# Тумба (Сер)
Тумба (грч. Τούμπα) је насељено место у општини Емануил Папас у периферији Средишња Македонија, Грчка. Према попису из 2021. године било је 468 становника.
Према бугарском географу и историчару, Василу Канчову, у Тумби је 1900. године живело 220 Рома и 200 Словена хришћана. Током Балканских и Првог светског рата село је настрадало и део мештана је избегао, тако је после рата остало 312 житеља. После 1923. године насељено је 349 грчких избеглица. На попису из 1928. године Тумба је имала 797 становника.